# Herrscherfamilien der Vereinigten Arabischen Emirate
Die Dynastien der Vereinigten Arabischen Emirate bestehen aus den sechs herrschenden Familien der sieben Emirate. Abu Dhabi wird von den Nahyan regiert, einem Zweig des Hauses al-Falahi, während Dubai von den Maktum regiert wird, einem Zweig des Hauses al-Falasi. Die al-Qasimi herrschen über zwei Emirate, Schardscha und Ra’s al-Chaima, während Adschman von den an-Nuʿaimi regiert wird. Die al-Muʿalla sind die Herrscherfamilie von Umm al-Qaiwain und die asch-Scharqi herrschen über Fudschaira.

## Nahyan-Dynastie – Abu Dhabi
- Scheich Dhiyab bin Isa Al Nahyan (1761–1793)
- Scheich Schachbut bin Dhiyab Al Nahyan (1793–1816)
- Scheich Muhammad bin Schachbut Al Nahyan (1816–1818)
- Scheich Tahnun bin Schachbut Al Nahyan (1818–1833)
- Scheich Chalifa bin Schachbut Al Nahyan (1833–1845)
- Scheich Said bin Tahnun Al Nahyan (1845–1855)
- Scheich Zayid bin Chalifa Al Nahyan (1855–1909)
- Scheich Tahnun bin Zayid Al Nahyan (1909–1912)
- Scheich Hamdan bin Zayid Al Nahyan (1912–1922)
- Scheich Sultan bin Zayid Al Nahyan (1922–1926)
- Scheich Saqr bin Zayid Al Nahyan (1926–1928)
- Scheich Schachbut bin Sultan Al Nahyan (1928–1966)
- Scheich Zayid bin Sultan Al Nahyan (1966–2004), Gründer der Vereinigten Arabischen Emirate
- Scheich Chalifa bin Zayid Al Nahyan (2004–2022), Präsident der VAE und Herrscher von Abu Dhabi.
- Scheich Muhammad bin Zayid Al Nahyan, Präsident der Vereinigten Arabischen Emirate und Herrscher von Abu Dhabi und Kommandeur der Streitkräfte der Vereinigten Arabischen Emirate.
- Der Vertreter des Emirs, Scheich Hamdan bin Zayid bin Sultan Al Nahyan in der westlichen Region von Abu Dhabi.
- Scheich Hamdan bin Mubarak Al Nahyan, Minister für Hochschulbildung und Wissenschaftsforschung.
- Scheich Abdullah bin Zayid Al Nahyan, Außenminister.
- Scheich Mansur bin Zayid Al Nahyan, Minister für Präsidentschaftsangelegenheiten.

## Maktum-Dynastie – Dubai
- Der verstorbene Scheich Raschid bin Said Al Maktum, ehemaliger Herrscher von Dubai
- Emir Scheich Muhammad bin Raschid Al Maktum, Vizepräsident und Premierminister der VAE; Herrscher von Dubai
- Kronprinz Scheich Hamdan bin Muhammad Al Maktum, Kronprinz von Dubai
- Stellvertretender Herrscher Scheich Hamdan bin Raschid Al Maktum, Finanzminister der VAE
- Stellvertretender Herrscher Scheich Maktoum bin Mohammed Al Maktoum
- Scheich Ahmad ibn Said Al Maktum, Vorsitzender der Emirates Airline

## Al-Qasimi-Dynastie – Schardscha
- Scheich Chalid bin Sultan al-Qasimi (1866 – 14. April 1868)
- Scheich Salim bin Sultan al-Qasimi (14. April 1868 – März 1883)
- Scheich Ibrahim bin Sultan al-Qasimi (1869–1871)
- Scheich Saqr bin Chalid al-Qasimi (März 1883–1914)
- Scheich Chalid bin Ahmad al-Qasimi (13. April 1914 – 21. November 1924)
- Scheich Sultan bin Saqr al-Qasimi (1781–1866)
- Scheich Sultan bin Saqr al-Qasimi II. (21. November 1924–1951)
- Scheich Mohammed bin Saqr al-Qasimi (1951 – Mai 1951)
- Scheich Saqr bin Sultan al-Qasimi (Mai 1951 – 24. Juni 1965), erstes Mal
- Scheich Chalid bin Mohammed al-Qasimi (24. Juni 1965 – 24. Januar 1972)
- Scheich Saqr bin Sultan al-Qasimi (25. Januar 1972–1972), zweites Mal
- Scheich Sultan bin Mohamed al-Qasimi (1972 – 17. Juni 1987), erstes Mal
- Scheich Abdulaziz bin Mohammed al-Qasimi (17.–23. Juni 1987)
- Scheich Sultan bin Muhammad al-Qasimi (23. Juni 1987–heute), zweites Mal

## Al-Qasimi-Dynastie – Ra’s al-Chaima
- Scheich Sultan bin Saqr al-Qasimi (1781–1866)
- Scheich Ibrahim bin Sultan al-Qasimi (1866 – Mai 1867)
- Scheich Chalid bin Sultan al-Qasimi (Mai 1867 – 14. April 1868)
- Scheich Salim bin Ali al-Qasimi (14. April 1868–1869)
- Scheich Humaid bin Abdullah al-Qasimi (1869 – August 1900)
- Scheich Chalid bin Ahmad al-Qasimi (1914–1921)
- Scheich Sultan bin Salim al-Qasimi (19. Juli 1921 – Februar 1948)
- Scheich Saqr ibn Muhammad al-Qasimi (Februar 1948 – 27. Oktober 2010)
- Scheich Saʿud ibn Saqr al-Qasimi (27. Oktober 2010 – heute)
- Scheich Faisal bin Sultan al-Qasimi, erster Unterstaatssekretär des Verteidigungsministeriums
- Scheich Fahim bin Sultan al-Qasimi, ehemaliger GCC-Generalsekretär und Minister
- Scheich Chalid bin Faisal bin Sultan al-Qasimi, Motorsport-Botschafter und Weltrallyefahrer aus Abu Dhabi

## An-Nuʿaimi-Dynastie – Adschman
- Scheich Raschid bin Humaid an-Nuʿaimi (1816–1838)
- Scheich Humaid bin Rashid an-Nuʿaimi (1838–1841)
- Scheich Abdelaziz bin Rashid an-Nuʿaimi (1841–1848)
- Scheich Humaid bin Rashid an-Nuʿaimi (1848–1864)
- Scheich Raschid bin Humaid an-Nuʿaimi II. (1864–1891)
- Scheich Humaid bin Rashid an-Nuʿaimi II. (1891–1900)
- Scheich Abdulaziz bin Humaid an-Nuʿaimi (1900–1910)
- Scheich Humaid bin Abdulaziz an-Nuʿaimi (1910–1928)
- Scheich Raschid bin Humaid an-Nuʿaimi III. (1928–1981)
- Scheich Humaid bin Rashid an-Nuʿaimi III. (1981–heute)

## Al-Muʿalla-Dynastie – Umm al-Qaiwain
- Scheich Raschid bin Madschid al-Muʿalla (1768–1820)
- Scheich Abdullah bin Raschid al-Muʿalla (1820–18853)
- Scheich Ali bin Abdullah al-Muʿalla (1853–1873)
- Scheich Ahmad bin Abdullah al-Muʿalla (1873–1904)
- Scheich Raschid bin Ahmad al-Muʿalla (1904–1922)
- Scheich Abdullah bin Raschid al-Muʿalla II. (1922–1923)
- Scheich Hamad bin Ibrahim al-Muʿalla (1923–1929)
- Scheich Ahmad bin Raschid al-Muʿalla (1929–1981)
- Scheich Raschid ibn Ahmad ibn Raschid al-Muʿalla (1981–2009)
- Scheich Saud bin Raschid al-Muʿalla (2009–heute).
- Scheich Abdullah bin Raschid al-Muʿalla III., der gegenwärtiger stellvertretender Herrscher

## Asch-Scharqi-Dynastie – Fudschaira
- Scheich Hamad bin Abdullah asch-Scharqi
- Scheich Saif bin Hamad asch-Scharqi
- Scheich Mohammed bin Hamad asch-Scharqi (1908–1974)
- Scheich Hamad ibn Muhammad asch-Scharqi (1975–heute)
- Scheich Mohammed bin Hamad bin Mohammed asch-Scharqi, Kronprinz von Fudschaira